# Карі Ялонен
Карі Ялонен (фін. Kari Jalonen; 6 січня 1960, м. Оулу, Фінляндія) — фінський хокеїст, центральний нападник. Головний тренер «Торпедо» (Нижній Новгород). Член Зали слави фінського хокею (2000).
Біографія
Вихованець хокейної школи СайПа (Лаппеенранта). Виступав за «Кярпят» (Оулу), «Калгарі Флеймс», «Колорадо Флеймс» (КХЛ), «Едмонтон Ойлерс», ГІФК (Гельсінкі), ХК «Шеллефтео», ТПС (Турку), ЮХТ (Калайокі), «Лукко» (Раума), «Руан Хокей Еліт 76».
У чемпіонатах НХЛ — 37 матчів, 9 голів, у турнірах Кубка Стенлі — 5 матчів, 1 гол. 
У складі національної збірної Фінляндії провів 154 матчі; учасник чемпіонатів світу 1981, 1982, 1983, 1986, 1987 і 1989 (42 матчі, 17 голів), учасник Кубка Канади 1981 (5 матчів). У складі молодіжної збірної Фінляндії учасник чемпіонатів світу 1979 і 1980. У складі юніорської збірної Фінляндії учасник чемпіонату Європи 1978.
Досягнення
- Переможнець чемпіонату світу серед юніорів (1978);
- Срібний призер молодіжного чемпіонату світу (1980);
- Чемпіон Фінляндії (1981, 1989, 1990, 1991, 1993), срібний призер (1987), бронзовий призер (1994);
- Чемпіон Франції (1995), срібний призер (1996).

Тренерська кар'єра
- Головний тренер ТПС (Турку) (1998—03, СМ-ліга)
- Головний тренер «Кярпят» (Оулу) (2004—08, СМ-ліга)
- Головний тренер ГІФК (Гельсінкі) (2008—11, СМ-ліга)
- Головний тренер «Торпедо» (Нижній Новгород) (з 2011, КХЛ).

Досягнення (як тренера)
- Чемпіон Фінляндії (2005, 2007, 2008, 2011), бронзовий призер (2006);
- Найкращий тренер Фінляндії (2005).